# Dactylorhiza sambucina
 Dactylorhiza sambucina  (L.) Soó 1962 es una especie de orquídeas del género Dactylorhiza, subfamilia Orchidoideae, familia Orchidaceae estrechamente relacionadas con el género Orchis. Se distribuye por la Europa del centro y sur hasta los Pirineos. Son de hábitos terrestres y tienen tubérculos.

## Etimología
Las orquídeas obtienen su nombre del griego "orchis", que significa testículo, por la apariencia de los tubérculos subterráneos en algunas especies terrestres. La palabra 'orchis' la usó por primera vez Teofrasto (371/372 - 287/286 A.C.), en su libro "De historia plantarum" (La historia natural de las plantas ). Fue discípulo de Aristóteles y está considerado como el padre de la botánica y de la ecología.
El nombre Dactylorhiza procede de las palabras griegas "daktylos" (dedo) y "rhiza" (raíz). Esto es por la forma de los 2 tubérculos subterráneos del género. Dactylorhiza estuvo anteriormente clasificada dentro del género Orchis.
"Sambucina" = "de sáuco".

Sinónimos:
- Orchis sambucina L. (1755) (Basónimo)
- Dactylorchis sambucina (L.) Verm. (1947)

Nombres comunes:

- Español: Orquídea sáuco
- Alemán: Holunder-Knabenkraut
- Francés: Orchis sureau
- Inglés: Elder-flowered orchid

## Hábitat
Estas orquídeas se encuentran distribuidas a lo largo de la Europa del centro y sur hasta los Pirineos.

## Descripción

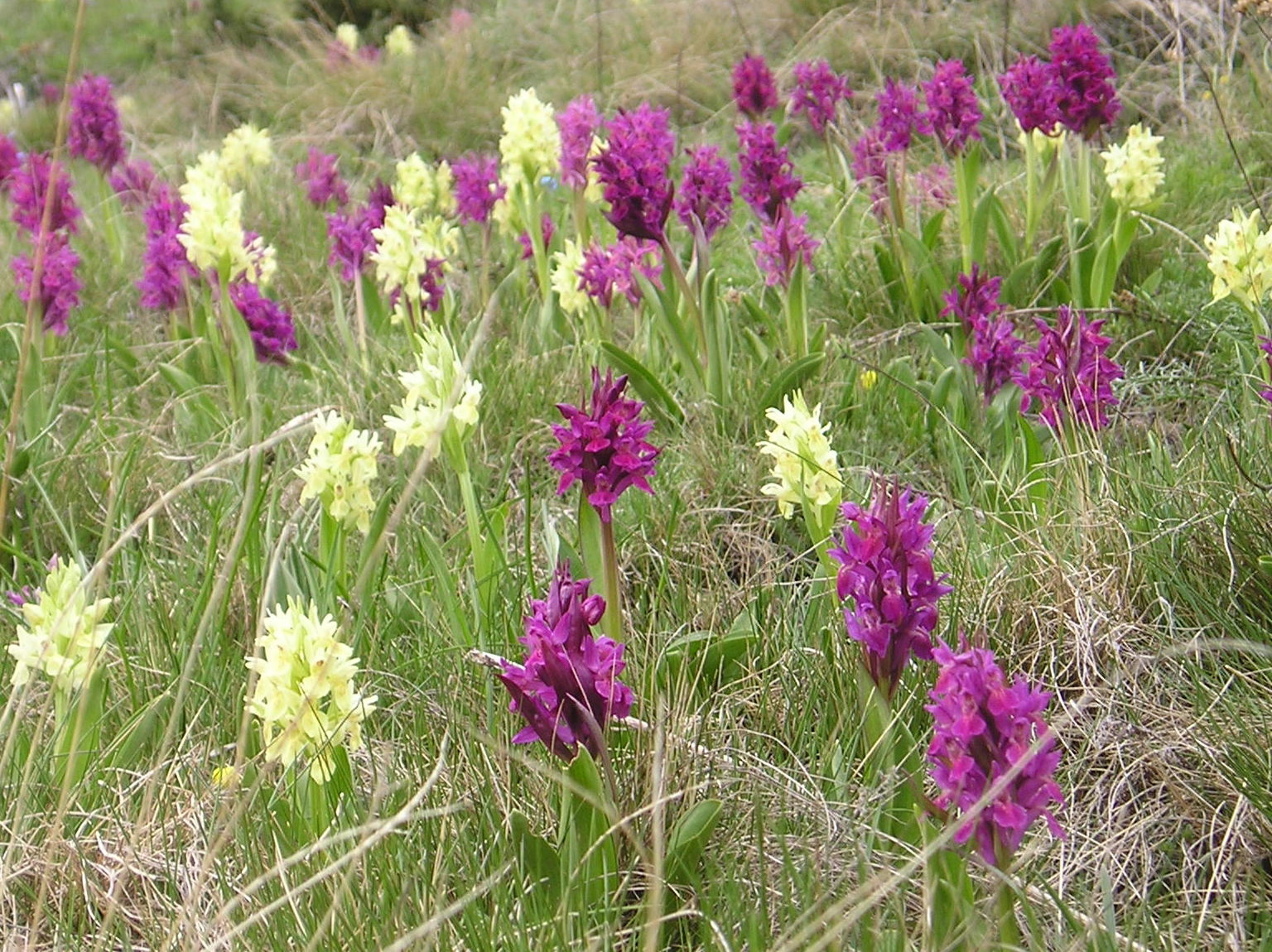
Dactylorhiza sambucina
hábitat, formas púrpura y amarillas creciendo juntas, Andorra.

Estas orquídeas terrestres se desarrollan en suelos básicos y prados húmedos, linderos de bosques y en áreas donde la arboleda está clareando. Tienen tubérculos geófitos. En estos gruesos tallos subterráneos pueden almacenar gran cantidad de agua, que les permitan sobrevivir en condiciones de sequía. 
Poseen de 7 a 12 grandes hojas de oblongo-ovoides a elíptico-lanceoladas, moteadas de color púrpura. Desarrollan un tallo largo que alcanza una altura de 70-90 cm. Las hojas de la parte superior son más pequeñas que las hojas más bajas del tallo. 
Florecen en la primavera tardía o en principios de verano. La inflorescencia, cilíndrica, comparada con la longitud de la planta es más bien corta. Siendo un racimo compacto con unas 25-50 flores. Estas se desarrollan a partir de unos capullos axilares. Los colores predominantes son púrpuras fuertes, moteados con manchas más oscuras formando el dibujo de alas de mariposa en la parte central superior del labelo, o amarillos con manchas de púrpura muy pálido casi imperceptible. 
Su sistema de polinización normalmente entomógamo, pero al estar desprovistas de néctar tienen que recurrir al mismo mecanismo de atracción que presentan otras orquídeas, como es el caso del género Orchis, que para atraer a los polinizadores las flores tienen que adquirir la apariencia de flores nectaríferas.

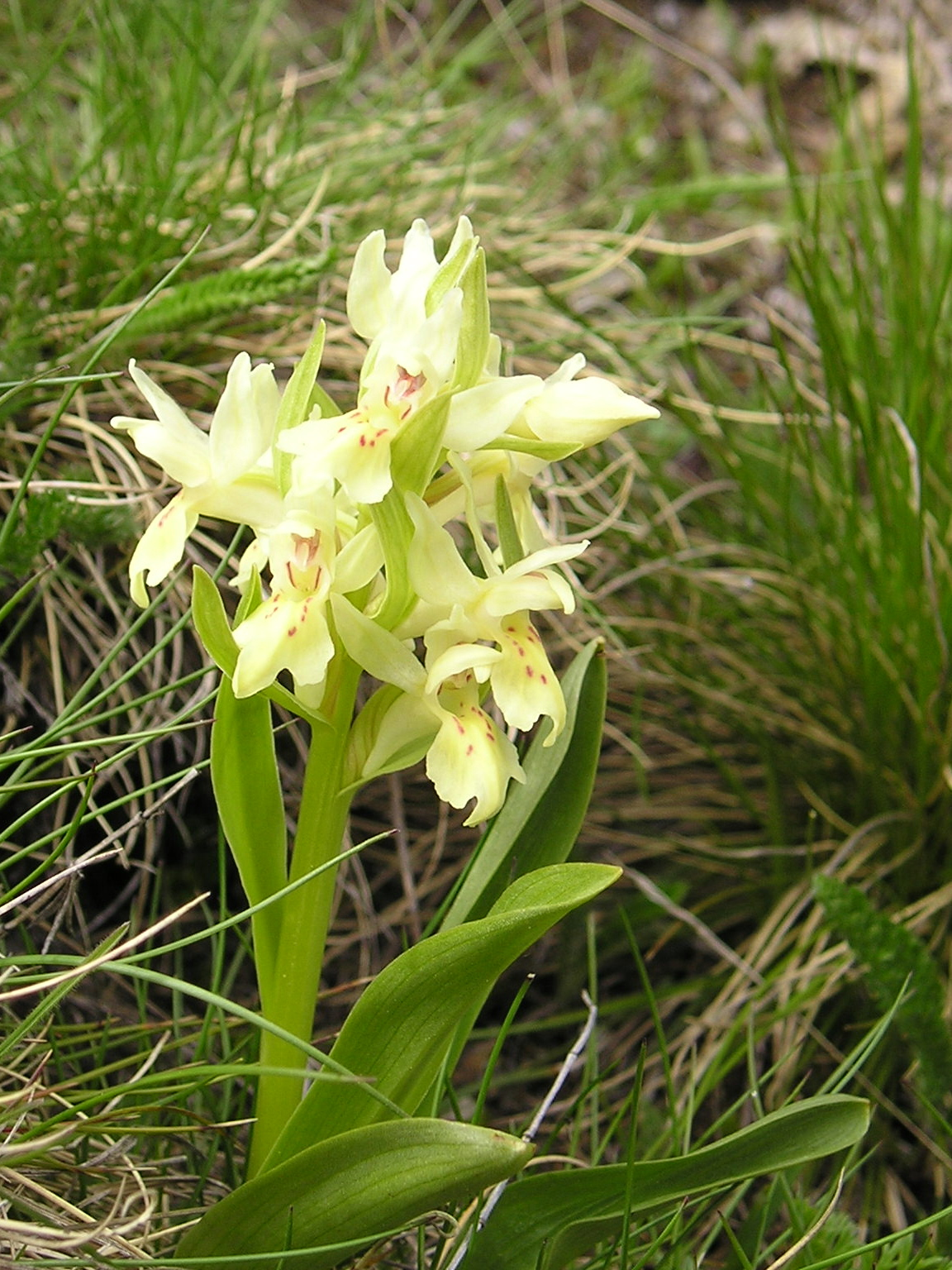
Dactylorhiza sambucina
var. amarilla
Andorra.

## Híbridos
Nota: nothosubspecies = una subespecie híbrida; nothovarietas = subvariedad.
- Dactylorhiza × altobracensis (D. maculata × D. sambucina) (Francia, Austria)
- Dactylorhiza × erdingeri (D. sambucina × D. viridis) (W. Europa)
- Dactylorhiza × fourkensis (D. baumanniana × D. sambucina) (Grecia)
- Dactylorhiza × gabretana (D. incarnata × D. maculata × D. sambucina) (Europa)
- Dactylorhiza × guillaumeae (D. incarnata × D. sambucina) (W. Europa)
- Dactylorhiza × metsowonensis (D. kalopissii × D. sambucina) (Grecia)
- Dactylorhiza × rombucina (D. romana × D. sambucina) (C. Europa)
- Dactylorhiza × ruppertii (D. majalis × D. sambucina) (Europa)
- Dactylorhiza × vitosana (D. saccifera × D. sambucina) (SE. Europa)